# Государственный архив Ингушетии
Государственный архив Республики Ингушетия — российское архивное учреждение, основанное в 1993 году и находящееся в Магасе. Появилось после восстановления отдельной Ингушетии и изначально не имело фондов; в их сборе принял значительное участие бывший директор архива Т. Х. Муталиев.

## Предыстория
В 1924 году было создано Архивное бюро Ингушской автономной области. В 1934 году в связи с объединением Ингушской и Чеченской автономных областей оно было упразднено, а его фонды были перевезены в Грозный, в Чечено-Ингушское областное архивное бюро (сейчас Архивное управление правительства Чеченской Республики).
В 1942 году, во время Второй мировой войны, в ходе эвакуации в Семипалатинск были уничтожены или утеряны 16 фондов, посвящённых истории Ингушетии. В 1946 году, после депортации чеченцев и ингушей и расформирования Чечено-Ингушской АССР, фондов Грозненского областного архивного бюро были частично переданы в государственные архивы Дагестанской АССР, Северо-Осетинской АССР и Грузинской ССР; в число переданного вошли некоторые фонды, посвящённые истории Ингушетии.
В 1992 году, после разделения Чечни и Ингушетии, Центральный государственный архив Чечено-Ингушской АССР был преобразован в Национальный архив Чеченской Республики. В результате первой и второй чеченских войн 90 % документов из него было уничтожено.

## История
19 июля 1993 года указом президента Руслана Аушева № 227 был создан Государственный комитет архивной службы Ингушской Республики, позднее преобразованный в Государственную архивную службу Республики Ингушетия. При создании архив не имел документальной базы, поскольку в ходе раздела Чечено-Ингушетии не получил документов из Государственного архива Чечено-Ингушетии, а также не имел ни здания с архивохранилищами, ни квалифицированных кадров.
Первые годы архив располагался в арендуемых помещениях, не приспособленных для хранения документов, но принимал документацию ликвидированных учреждений и предприятий, из которых были сформированы первые фонды документов постоянного срока хранения и по личному составу. Одновременно архив занимался налаживание работы по использованию документов — исполнению тематических и социально-правовых запросов, в первую очередь связанных с личным составом ликвидированных предприятий, запросы по которым поступали в связи с необходимостью оформления трудовых пенсий.
Архив занимался восстановлением документов по истории Ингушетии. В 1997 году стараниями директора архива историка Т. Х. Муталиева коллегией Росархива было принято решение об оказании содействия всеми федеральными архивами России в формировании Архивного фонда Ингушетии. В связи с этим в конце 1990-х — начале 2000-х годов были откопированы тысячи листов документов, лёгшие в основу архивных коллекций по истории Ингушетии.
В 2008—2010 годах была принята региональная целевая программа «Восстановление архивных фондов Ингушетии», в рамках которой проводилась масштабная работа по ксерокопированию и оцифровке документов из федеральных и региональных архивов России и, отчасти, Казахстана. С 2014 года эта работа продолжается в рамках действующей государственной программы «Развитие архивного дела», с 2016 года — «Развитие культуры и архивного дела». За 2014—2017 года было выявлено и откопировано более 30 тысяс кадров текстовых и картографических документов.
Общий объём документов коллекций архива, посвящённых истории Ингушетии, составляет около 200 тысяч листов и кадров на бумажном и электронном носителях, а также на микроплёнке. Эти документы были скопированы в разные годы в архивах и библиотеках России и других стран.
В 2000-х годах архиву были переданы новые здания в Назрани и Магасе. В 2015 году Государственный комитет архивной службы Ингушской Республики был преобразован в Государственный архив Республики Ингушетия, подведомственный Министерству культуры и архивного дела. В структуре архива создано четыре отдела: комплектования ведомственных архивов, государственного учёта и обеспечения сохранности документов, использования документов и научно-информационной работы, автоматизированных архивных технологий и научно-справочного аппарата. По состоянию на 2018 год в списке источников комплектования архива состоит 152 организации.

## Руководители
- 1993—1996: Башир Ахмедович Чахкиев
- 1996—1999: Тамерлан Хаджибикарович Муталиев
- 1999—2003: Марет Хусейновна Куркиева
- 2003—2009: Мадина Магомедовна Котикова
- 2009—2014: Гирихан Магомедович Султыгов
- 2014—2025: Магомет Мусаевич Картоев[7]
- 2025—н. в.: Руслан Султанович Хаутиев[7]